# Chewbacca-Verteidigung
Der Ausdruck Chewbacca-Verteidigung (im Original: Chewbacca defense) ist ein vor allem in den Vereinigten Staaten gebräuchlicher Begriff für die juristische oder politische Verteidigung eines Standpunktes mit unsinnigen Argumenten.

## Herkunft
Der Ausdruck Chewbacca-Verteidigung stammt aus der Folge Kohle für den Chefkoch (Originaltitel Chef Aid; Folge 14 der zweiten Staffel) aus der Zeichentrick-Fernsehserie South Park, die am 7. Oktober 1998 erstausgestrahlt wurde.
Die Folge persifliert den bekannten Rechtsanwalt Johnnie Cochran, der O. J. Simpson in dessen Mordprozess verteidigte. Das Wort Chewbacca wurde bei Cochrans Verteidigung nicht erwähnt.
In besagter South-Park-Episode tritt Cochran auf und verteidigt eine Musikgesellschaft. Cochran benutzt hierbei die populäre Figur Chewbacca aus der Star-Wars-Filmreihe zur Verteidigung seines Klienten:

„Meine angeblichen Damen und Herren Geschworenen, ich bitte Sie, eine letzte Sache zu berücksichtigen.“ (Er zeigt ein Bild von Chewbacca) „Dies ist Chewbacca. Chewbacca ist ein Wookiee vom Planeten Kashyyyk, aber Chewbacca lebt auf dem Planeten Endor. Denken Sie darüber nach! Es ergibt keinen Sinn! Warum sollte ein Wookiee – ein zwei Meter großer Wookiee – auf Endor leben wollen, zusammen mit einem Haufen winziger Ewoks? Es ergibt keinen Sinn! Aber was noch wichtiger ist: Sie müssen sich ernsthaft fragen: Was hat das mit diesem Fall zu tun? Gar nichts! Meine Damen und Herren, es hat nichts mit diesem Fall zu tun. Es ergibt keinen Sinn! […] Nichts von alledem ergibt einen Sinn. […] Wenn Chewbacca auf Endor lebt, müssen Sie ihn freisprechen! Das Plädoyer ist abgeschlossen.“

Cochrans Anwendung dieser Verteidigung ist in der Fernsehserie erfolgreich. Zwar lebt Chewbacca in Star Wars nicht auf Endor, allerdings hatte man diesen fiktiven Mond in frühen Entwürfen von Die Rückkehr der Jedi-Ritter als Heimatwelt der Wookiees und nicht der Ewoks konzipiert.

## Verwendung
Die Chewbacca-Verteidigung wird in vielen Weblogs und Internet-Diskussionsforen erwähnt, besonders in solchen, die oft über rechtliche Aspekte diskutieren. Ein Beispiel dafür ist Slashdot, wo die Chewbacca-Verteidigung gelegentlich im Zusammenhang mit Microsoft, SCO oder der RIAA erwähnt wurde – mit der Unterstellung, dass deren gerichtliche Argumente keinen Sinn ergäben.
Die Associated Press schrieb in ihrem Nachruf auf Johnnie Cochran, dass er über die Chewbacca-Verteidigung Einzug in die Popkultur erhalten habe.